# Hervo
Hervo is een historisch merk van bromfietsen.
Dit Nederlandse merk heeft een vrij ingewikkelde geschiedenis. Rond 1960 gingen Germaan in Meppel, Fongers in Groningen en Phoenix in Leeuwarden bromfietsen verkopen, die bij Phoenix gebouwd werden. Behalve onder hun eigen merknamen verkochten ze de machientjes echter ook aan derden. Daardoor kon Herbert van Oorschot uit Rotterdam ze onder zijn eigen merknaam (Hervo) leveren. Hij verkocht er ca. 700.